# Vinsta
Vinsta är en stadsdel i Västerort inom Stockholms kommun. Vinsta har en yta på 1,67 km². Den inrättades 1953 i området som köpts in av Stockholms stad 1949 från Spånga, och fick sitt namn efter byn Vinsta.

## Bebyggelse
Vinstas norra del är ett radhus- och villaområde med flerfamiljsinslag. Den sydöstra delen består av Vinsta företagspark (tidigare Johannelunds industriområde) och den sydvästra av kullen Johannelundstoppen.
Vinsta har flera mataffärer, bland andra Coop Konsum (tidigare Björnbodahallen), Coop Forum och Willys. Bilprovningen hade fram till våren 2012 sitt huvudkontor i Vinsta. Fram till juli 2017 fanns tvåbensinstationer i Vinsta; Tanka samt Ingo, där den sistnämnda stängdes och revs till förmån för byggnationen av Förbifart Stockholm, enligt krav från Stockholms kommun.
Björnbodaskolan är en grundskola för de mindre barnen (åk 1-3) och Vinsta Grundskola Västra för årskurs 4–9 sedan år 2017. Det finns även en friskola (gymnasium med idrottsinriktning), en SFI-skola och ett antal förskolor i området.

## Kommunikationer
Bostadsområdena i Vinsta trafikeras av SL:s busslinje 116, från Vällingby till Spånga, samt av busslinje 119 mellan Backlura och Spånga. Vinsta företagspark ligger intill tunnelbanestationen Johannelund. I höjd med Lövstavägen/Bergslagsvägen samt Skattegårdsvägen/Bergslagsvägen kommer Vinsta att anslutas till Förbifart Stockholm.

## Demografi
År 2017 hade stadsdelen cirka 4 600 invånare, varav cirka 44,6 procent med utländsk bakgrund.

## Galleri

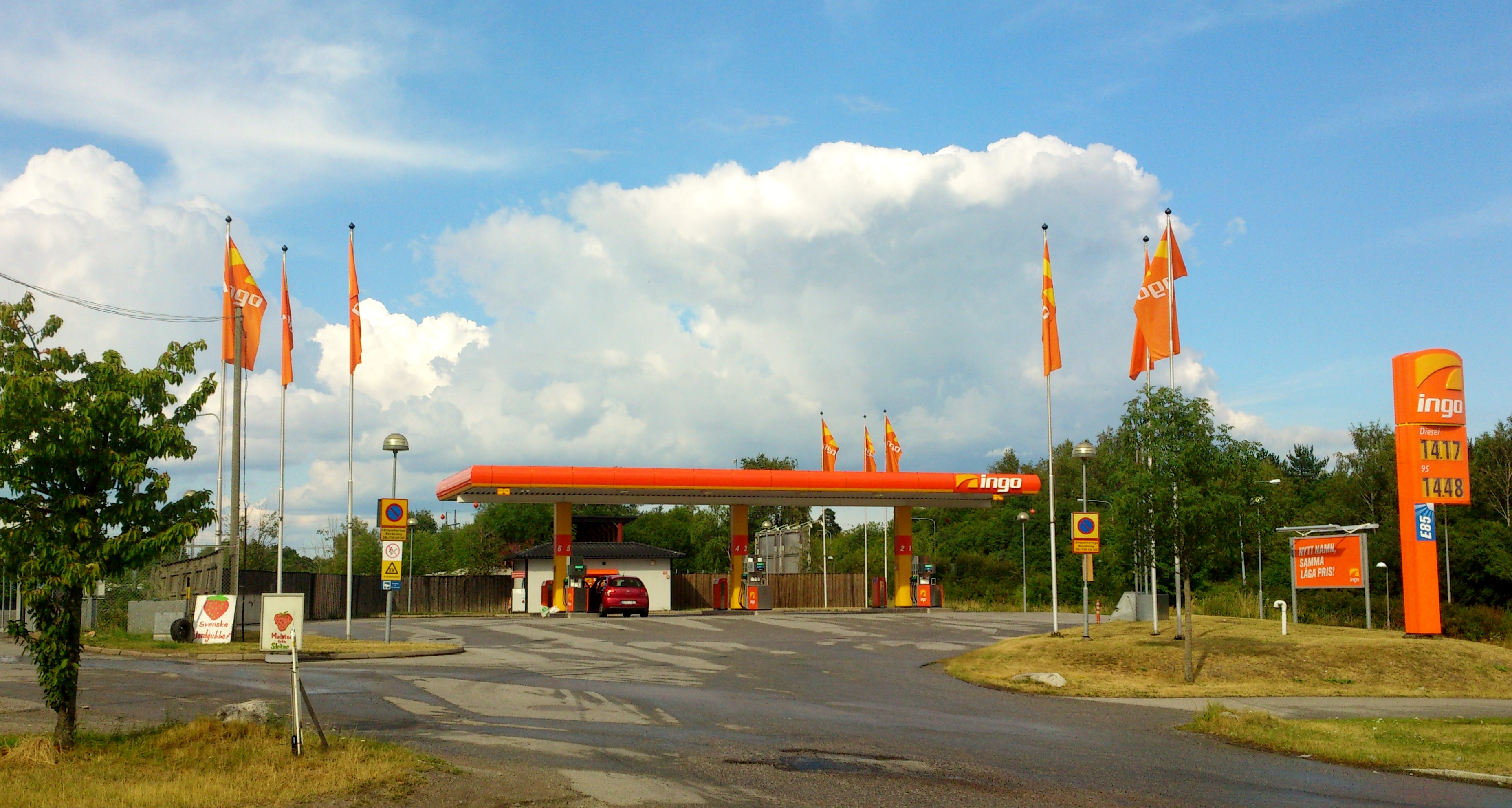
Bensinstation i sydöstra Vinsta.
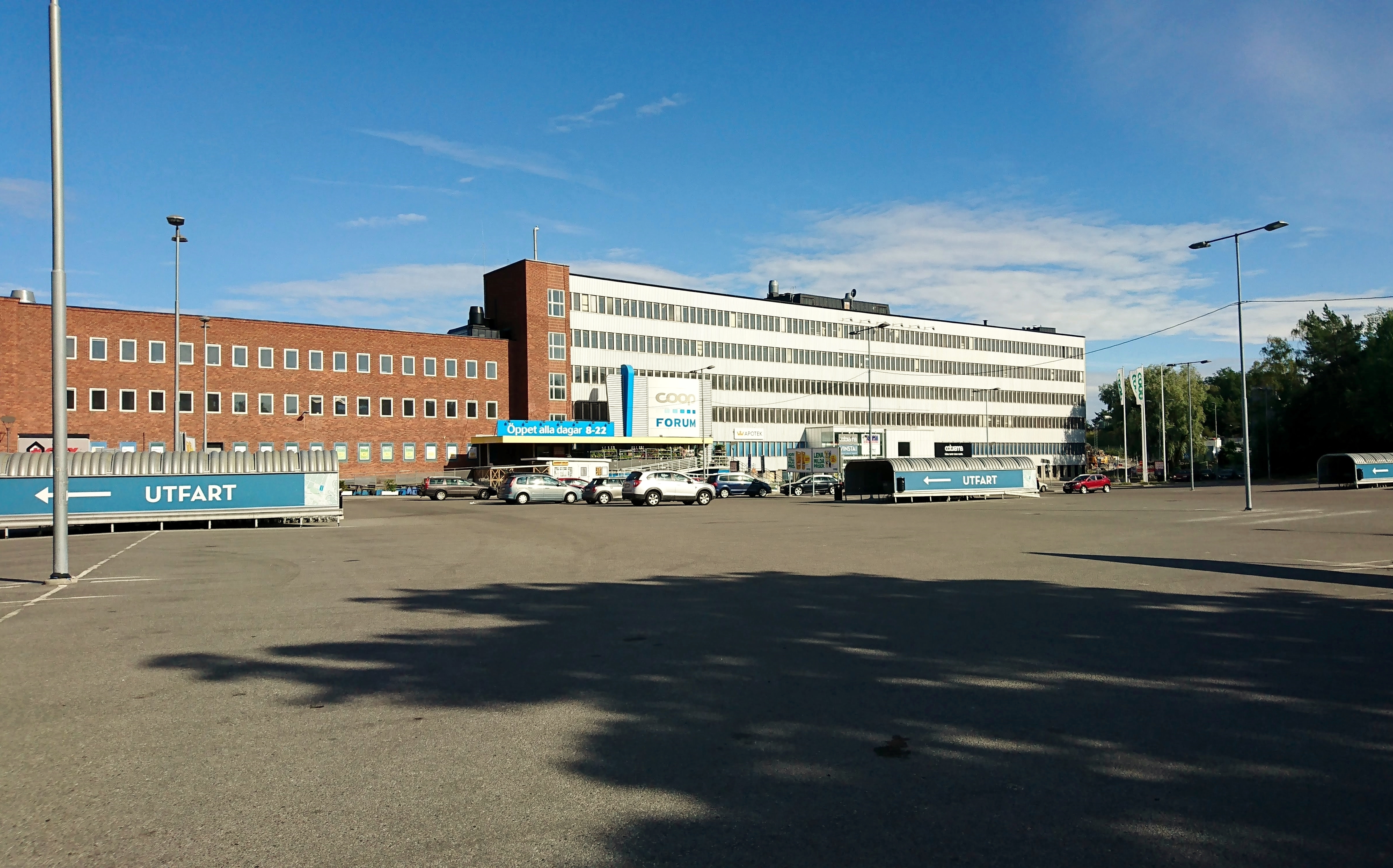
Coop forum i Vinsta.
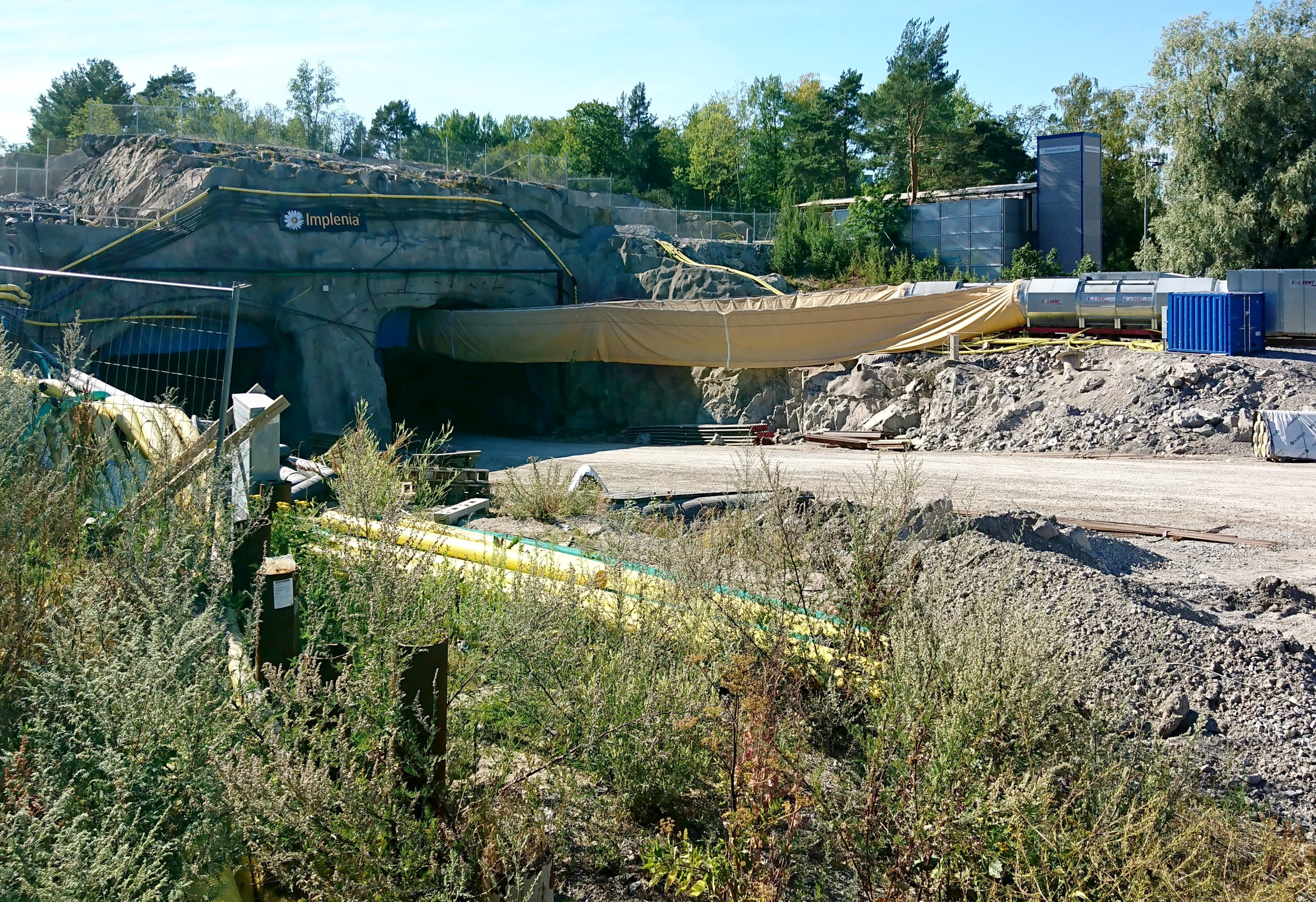
Södra nedfarten (i höjd med Lövstavägen/Bergslagsvägen) till Förbifart Stockholm (under byggnad).